# Lockheed Hudson
El Lockheed Hudson és un bombarder lleuger i avió de reconeixement costaner construït per la Lockheed Aircraft Corporation americana. Inicialment va ser posat en servei per la Royal Air Force poc abans de l'esclat de la Segona Guerra Mundial i va ser operat principalment per aquesta a partir de llavors. El Hudson va ser una conversió militar de l' avió de passatgers Model 14 Super Electra, i va ser el primer contracte significatiu de construcció d'avions per a Lockheed: la comanda inicial de la RAF de 200 Hudson va superar amb escreix qualsevol comanda anterior que l'empresa havia rebut.
El Hudson va servir durant tota la guerra, principalment amb el Comandament Costaner, però també en funcions de transport i entrenament, així com en el lliurament d'agents a la França ocupada. També es va utilitzar àmpliament amb els esquadrons antisubmarins de la Royal Canadian Air Force i per la Royal Australian Air Force.

## Disseny i desenvolupament

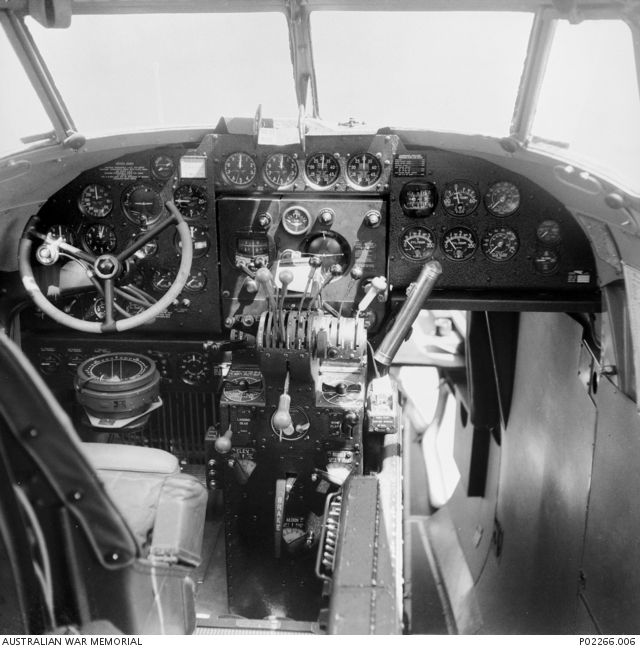
Cabina de comandament del Lockheed Hudson

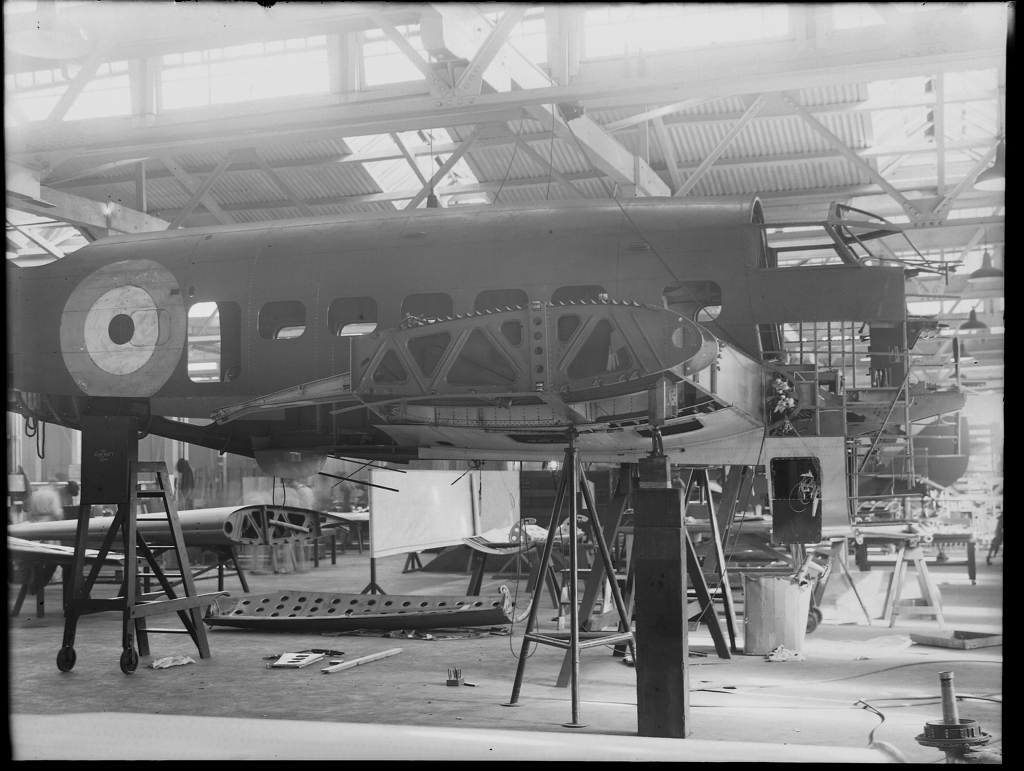
Bombarder Lockheed Hudson, Clyde Engineering Works

A finals de 1937, Lockheed va enviar un dibuix retallat del Model 14 a diverses publicacions, mostrant el nou avió com un avió civil i convertit en un bombarder lleuger. Això va atreure l'interès de diverses forces aèries i, el 1938, la Comissió de Compres Britànica va buscar un avió de patrulla marítima americà per al Regne Unit per donar suport a l'Avro Anson.
La Comissió va encarregar 200 avions per a la Royal Air Force i el primer avió va començar les proves de vol des de Burbank, Califòrnia, el 10 de desembre de 1938. Les proves de vol no van mostrar problemes importants i els lliuraments a la RAF van començar el 15 de febrer de 1939. La producció es va accelerar després que els britànics indiquessin que encarregarien 50 avions més si els 200 originals es poguessin lliurar abans de finals de 1939. Lockheed va subcontractar el muntatge d'algunes peces a Rohr Aircraft Corp de San Diego i va augmentar la seva plantilla, cosa que va permetre a l'empresa produir el 250è avió set setmanes i mitja abans de la data límit.
Es van subministrar un total de 350 Hudsons Mk I i 20 Mk II (el Mk II tenia hèlixs diferents). Aquests tenien dues metralladores Browning fixes al morro i dues més a la torreta dorsal Boulton Paul. El Hudson Mk III va afegir una metralladora ventral i dues de biga i va substituir els radials Wright R-1820 Cyclone de 9 cilindres i 1.100 CV per versions de 1.200 CV (se'n van produir 428).
Els Hudson Mk V (309 produïts) i Mk VI (450 produïts) estaven propulsats pel motor radial de dues files de cilindres Pratt & Whitney R-1830 Twin Wasp de 14 cilindres i 1.200 CV. La RAF també va obtenir 380 Hudson Mk IIIA i 30 Mk IV sota el programa Préstec i Arrendament.

## Historial operatiu

### Segona Guerra Mundial
El febrer de 1939, es van començar a lliurar els Hudson de la RAF, equipant inicialment l'esquadró núm. 224 de la RAF a RAF Leuchars, Escòcia, el maig de 1939. A l'inici de la guerra al setembre, 78 Hudsons estaven en servei. A causa de la neutralitat dels Estats Units en aquell moment, els avions de la primera sèrie van ser transportats a la frontera entre el Canadà i els Estats Units, van aterrar i després van ser remolcats sobre les seves rodes per la frontera fins al Canadà per tractors o equips tirats per cavalls, abans de ser transportats als aeròdroms de la Royal Canadian Air Force (RCAF), on van ser desmantellats i "acoblats" per al seu transport com a càrrega de coberta, per vaixell a Liverpool. Els Hudsons es van subministrar sense la torreta dorsal Boulton Paul, que es va instal·lar a l'arribada al Regne Unit.
Tot i que més tard va ser superat pels bombarders més grans, el Hudson va aconseguir algunes gestes significatives durant la primera meitat de la guerra. El 8 d'octubre de 1939, sobre Jutlàndia, un Hudson es va convertir en el primer avió aliat que operava des de les Illes Britàniques a abatre un avió enemic (les victòries anteriors d'un Fairey Battle el 20 de setembre de 1939 sobre Aquisgrà i de Blackburn Skuas de la Fleet Air Arm el 26 de setembre de 1939 havien estat aconseguides per avions amb base a França o en un portaavions). Els Hudson també van proporcionar cobertura superior durant la batalla de Dunkerque. El 23 de juliol de 1941, un Hudson va abatre un Focke-Wulf Fw 200 Condor, mentre escortava un comboi marítim davant d'Irlanda.
El 27 d'agost de 1941, un Hudson de l'esquadró núm. 269, operant des de Kaldadarnes, Islàndia, va atacar i danyar el submarí alemany U-570, cosa que va fer que la tripulació del submarí hités una bandera blanca i es rendís; l'avió va aconseguir la inusual distinció de capturar un vaixell de guerra. Els alemanys van ser fets presoners i el submarí va ser remolcat quan els vaixells de la Royal Navy van arribar posteriorment al lloc dels fets. Un PBO-1 Hudson de l'esquadró VP-82 de la Marina dels Estats Units es va convertir en el primer avió nord-americà a destruir un submarí alemany, quan va enfonsar l'U-656 al sud-oest de Terranova l'1 de març de 1942. L'U-701 va ser destruït el 7 de juliol de 1942 mentre navegava a la superfície davant del cap Hatteras per un Hudson del 396è Esquadró de Bombardeig (Mitjà) de les Forces Aèries de l'Exèrcit dels Estats Units (USAAF). Un Hudson de l'Esquadró núm. 113 de la RCAF es va convertir en el primer avió del Comandament Aeri Oriental de la RCAF a enfonsar un submarí, quan el Hudson 625 va enfonsar el U-754 el 31 de juliol de 1942.
Un avió Hudson de la Royal Australian Air Force (RAAF) va participar en el desastre aeri de Canberra de 1940, en què van morir tres ministres del govern australià.
El 10 d'agost de 1942, l'esquadró 13 de la RAAF va enfonsar el cap de xarxa auxiliar de l'IJN  Fukuei Maru No. 15 davant de Beco, Timor portuguès.
El 1941, la USAAF va començar a operar el Hudson; la variant amb motor Twin Wasp va ser designada com a A-28 (82 adquirits) i la variant amb motor Cyclone va ser designada com a A-29 (418 adquirits). La Marina dels Estats Units va operar 20 A-29, redissenyats com a PBO-1. Se'n van construir 300 més com a entrenadors de tripulació, designats com a AT-18 .

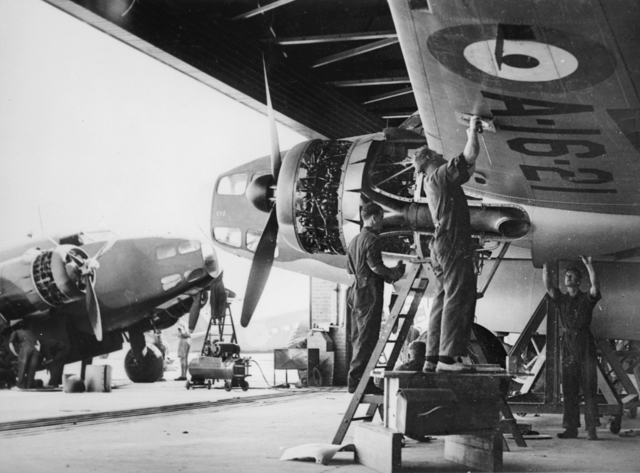
Avions Lockheed Hudson de l'Esquadró núm. 1 en muntatge a RAAF Station Richmond. El Hudson, en primer pla a la dreta, va ser pilotat pel tinent de vol John Lockwood, que va liderar el primer atac aliat contra els japonesos. Ell i els seus companys van danyar el carguer japonès Awazisan Maru, forçant el seu abandonament.

Després dels desembarcaments japonesos a Kota Bharu durant la campanya de Malaïasia , els Hudson de l'esquadró número 1 de la RAAF es van convertir en el primer avió aliat a fer un atac a la Guerra del Pacífic, enfonsant un vaixell de transport japonès,  l'Awazisan Maru, davant de Kota Bharu a la 1:18 hora local, una hora abans de l'atac a Pearl Harbor.
Els seus oponents van trobar que el Hudson tenia una maniobrabilitat excepcional per a un avió bimotor; era notable pels girs tancats que es podien aconseguir si qualsevol dels motors estava breument en funcionament.
L'as japonès Saburō Sakai, amb una alta puntuació , va elogiar l'habilitat i les habilitats de combat d'una tripulació del Hudson de la RAAF que va morir en acció sobre Nova Guinea després d'enfrontar-se a nou Mitsubishi A6M Zeroes altament maniobrables el 22 de juliol de 1942. La tripulació, capitaneada pel P/O Warren Cowan, en un Hudson Mk IIIA A16-201 (núm. de comandament 41-36979 ) del 32è Esquadró de la RAAF, va ser interceptada sobre Buna per nou Zeroes del Tainan Kaigun Kōkūtai liderats per Sakai. La tripulació del Hudson va realitzar molts girs agressius i inesperats, involucrant-se amb els pilots japonesos en una lluita aèria durant més de 10 minuts. Va ser només després que Sakai aconseguís impactes a la torreta posterior/superior que el Hudson va poder ser destruït. La seva tripulació va causar tanta impressió a Sakai que, després del final de la guerra, va intentar identificar-los. El 1997, Sakai va escriure formalment al govern australià, recomanant que Cowan rebés "la màxima condecoració militar del vostre país a títol pòstum ". El 2023, la tripulació de l'A16-201 va rebre pòstumament la Medalla a la Gallardia.
El 23 de novembre de 1942, la tripulació de l'Esquadró núm. 3 de la Royal New Zealand Air Force (RNZAF) Hudson Mk IIIA, NZ2049, ( 41-46465 ), després d'albirar un comboi enemic prop de Vella Lavella, va ser enfrontada a tres caces hidroavions japonesos. Després d'unes hàbils maniobres evasives a una altitud inferior a 50 peus (15 metres), realitzades pel capità del Hudson, l'oficial de vol George Gudsell, la tripulació va tornar sense baixes a Henderson Field, Guadalcanal.
Els Hudson també van ser operats per esquadrons de la RAF Special Duties per a operacions clandestines; l'esquadró núm. 161 a Europa i el 357è a Birmània.

### Ús durant la postguerra

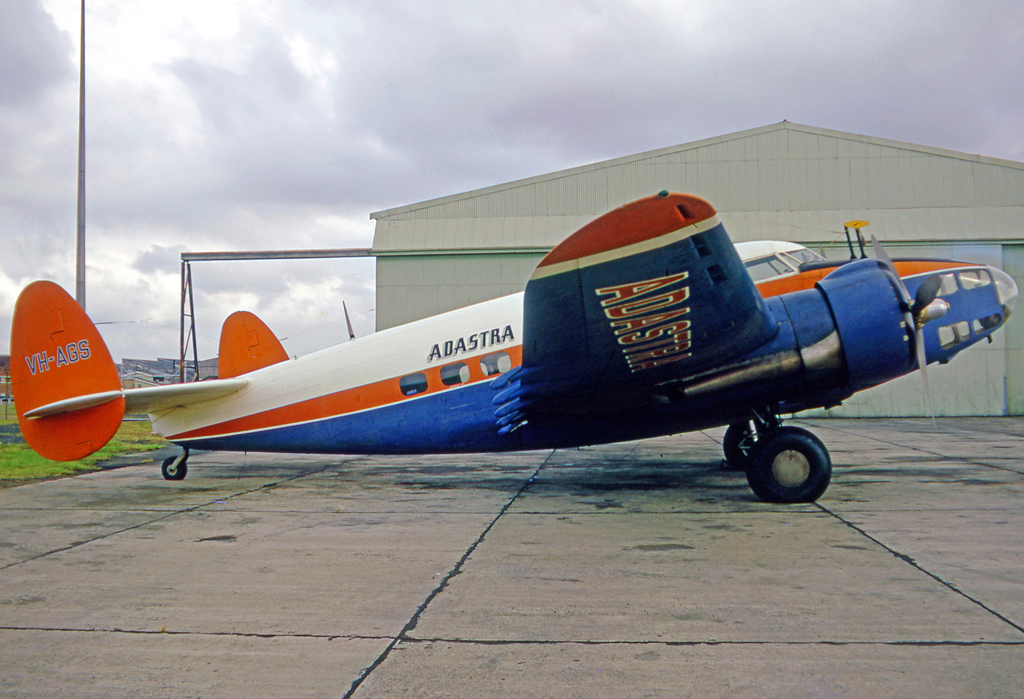
Hudson III, exRAAF, operat per Adastra Aerial Surveys 1953–1972

Després de la guerra, l'exèrcit va vendre diversos Hudsons per a operacions civils com a avions de passatgers i avions d'estudi. A Austràlia, East-West Airlines de Tamworth, Nova Gal•les del Sud (NSW), va operar quatre Hudsons en serveis regulars des de Tamworth a moltes ciutats de NSW i Queensland entre 1950 i 1955.   Adastra Aerial Surveys amb seu a l'aeroport Mascot de Sydney va operar set L-414 entre 1950 i 1972 en taxi aeri, estudis i vols fotogràfics.
Es van construir un total de 2.941 Hudsons.
Aquest tipus va formar la base per al desenvolupament del Lockheed Ventura, cosa que va provocar la seva retirada del servei en primera línia a partir del 1944, tot i que molts van sobreviure a la guerra per ser utilitzats com a transports civils, principalment a Austràlia, i un únic exemplar es va utilitzar breument com a entrenador de tripulació de línia aèria a Nova Zelanda.

## Variants

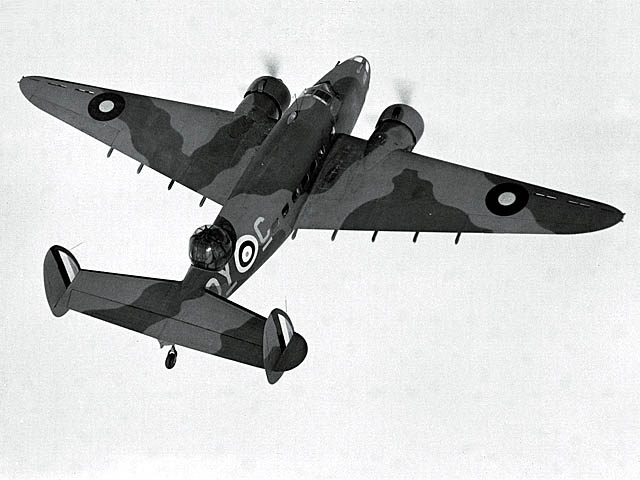
Un Hudson I de l'11è Esquadró de la RCAF

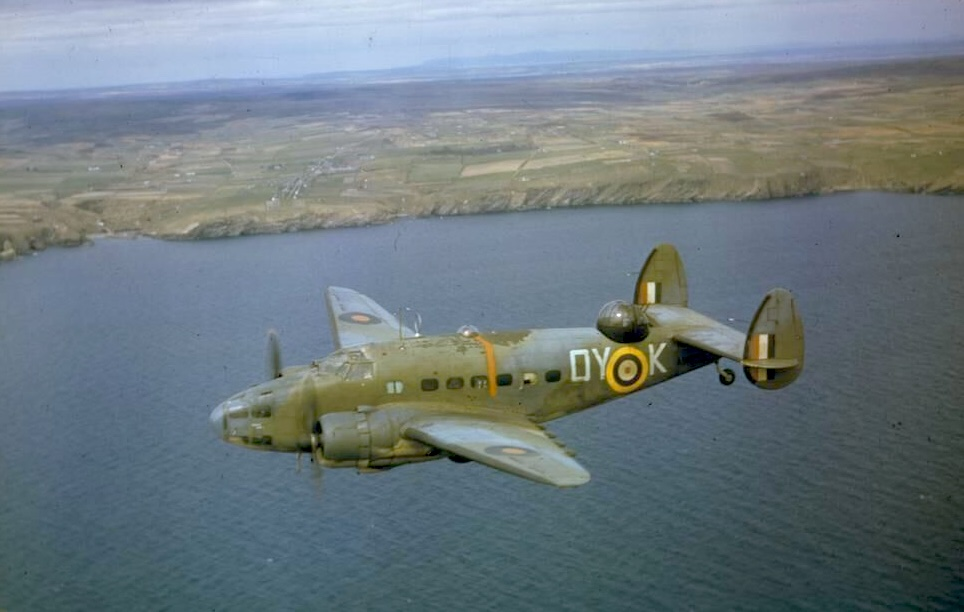
Hudson Mk V de l'Esquadró núm. 48 de la RAF, a principis de 1942

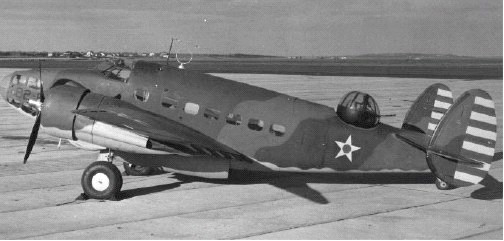
Un PBO-1 de la Marina dels Estast Units des del VP-82 a Argentia, 1942

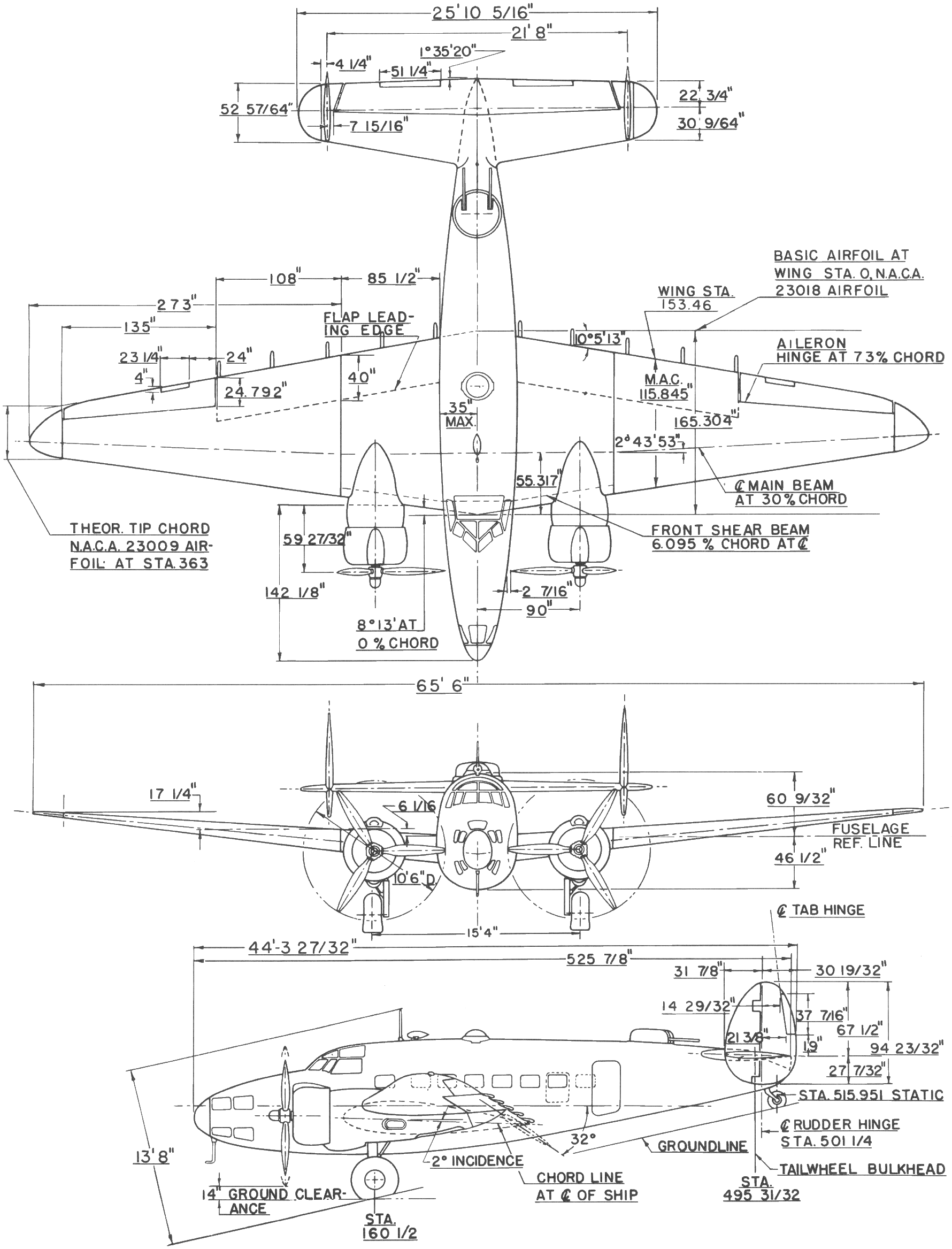
Un dibuix en 3 vistes d'un Lockheed AT-18 Hudson

Model 414Designació d'empresa per a les variants militars A-28 / A-29 i Hudson.
Hudson I
Avions de producció per a la Royal Air Force (RAF); 351 construïts i 50 per a la Royal Australian Air Force (RAAF).
Hudson II
Com el Mk I però amb hèlixs sense ruleta de velocitat constant; 20 construïts per a la RAF i 50 per a la RAAF.
Hudson III
Avió de producció amb posició de canó ventral retràctil; 428 construïts.
Hudson IIIA
Variants de préstec-arrendament dels avions A-29 i A-29A; 800 construïts.
Hudson IV
Com a Mk II amb el canó ventral retirat; se'n van construir 30 i els Mk I i II de la RAAF van ser convertits a aquest estàndard.
Hudson IVA
52 A-28 lliurats a la RAAF.
Hudson V
Mk III amb dos motors Pratt & Whitney R-1830-S3C4-G Twin Wasp de 1.200 CV (890 kW) ; 409 unitats construïdes.
Hudson VI
A-28A en règim de préstec-arrendament; 450 construïts.
A-28
Designació militar dels Estats Units propulsada per dos motors Pratt & Whitney R-1830-45 de 1.050 CV (780 kW) ; 52 en préstec i arrendament a Austràlia com a Hudson IVA.
A-28A
Designació militar dels Estats Units propulsada per dos motors Pratt & Whitney R-1830-67 de 1.200 CV (890 kW) , interiors convertibles a transport de tropes; 450 en préstec amb arrendament a la RAF/RCAF/RNZAF com a Hudson VI; 27 unitats van passar a la Força Aèria Brasilera.
A-29
Designació militar dels Estats Units A impulsada per dos motors Wright R-1820-87 de 1.200 CV (890 kW) ; versió amb préstec en arrendament destinada a la RAF, 153 desviats a les Forces Aèries de l'Exèrcit dels Estats Units (USAAF) com a RA-29 i 20 a la Marina dels Estats Units (USN) com a PBO-1.
A-29A
Com l'A-29 però amb interiors convertibles com a transport de tropes; 384 en préstec amb arrendament a la RAF/RAAF/RCAF/RNZAF de la Força Aèria Xinesa com a Hudson IIIA, alguns conservats per la USAAF com a RA-29A.
A-29B
24 dels 153 A-29 que va conservar la USAAF van ser convertits per a la fotografia.
AT-18
Versió d'entrenament d'artilleria de l'A-29 propulsada per dos motors Wright R-1820-87, 217 unitats construïdes.
AT-18A
Versió d'entrenador de navegació amb torreta dorsal retirada, 83 construïts.
C-63
La designació provisional va canviar a A-29A.
PBO-1
Vint antics Hudson IIIA de la RAF embargats per al seu ús per l'Esquadró de Patrulla 82 (VP-82) de la USN

## Operators
Austràlia
- Royal Australian Air Force

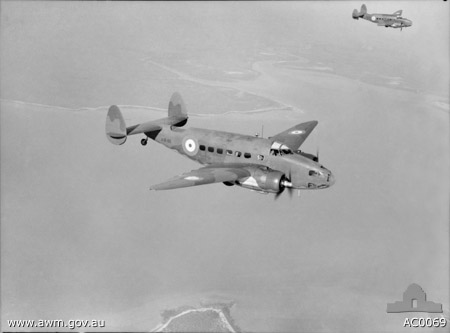
Dos Lockheed Hudson australians el 1940

  - Esquadrons servint a la Guerra del Pacífic:
    - 1r Esquadró de la RAAF
    - 2n Esquadró de la RAAF
    - 6è Esquadró de la RAAF
    - 7è Esquadró de la RAAF
    - 8è Esquadró de la RAAF
    - 13è Esquadró de la RAAF
    - 14è Esquadró de la RAAF
    - 23è Esquadró de la RAAF
    - 24è Esquadró de la RAAF
    - 32è Esquadró de la RAAF
    - 1a Unitat Operativa d'Entrenament de la RAAF

  - Esquadrons Article XV servint amb el Comandament Orient Mitjà de la RAF:
    - 459è Esquadró de la RAAF

 Canada
- Royal Canadian Air Force
  - Esquadrons que serveixen amb l' Establiment de Guerra Nacional (HWE):
    - 11è Esquadró de la RCAF
    - 113è Esquadró de la RCAF
    - 119è Esquadró de la RCAF
    - 120è Esquadró de la RCAF
    - 145è Esquadró de la RCAF

  - Esquadrons de l'Article XV servint amb el Comandament Costaner de la RAF:
    - 407è Esquadró de la RCAF

 Xina
- Força Aèria de la Xina Nacionalista

 Irlanda
- Cos Aeri Irlandès

 Israel
- Força Aèria Israeliana

 Països Baixos
- Reial Força Aèria Neerlandesa
  - 320è Esquadró de la RAF (Països Baixos)

 Nova Zelanda
- Royal New Zealand Air Force
  - 1r Esquadró de la RNZAF
  - 2n Esquadró de la RNZAF
  - 3r Esquadró de la RNZAF
  - 4t Esquadró de la RNZAF
  - 9è Esquadró de la RNZAF
  - 40è Esquadró de la RNZAF
  - 41è Esquadró de la RNZAF
  - 42è Esquadró de la RNZAF

 Portugal
- Força Aèria Portuguesa

 South Africa
- Fora Aèria Sud-Africana

 Regne Unit
- Royal Air Force
  - 24è Esquadró de la RAF
  - 48è Esquadró de la RAF
  - 53è Esquadró de la RAF
  - 59è Esquadró de la RAF
  - 62è Esquadró de la RAF
  - 117è Esquadró de la RAF

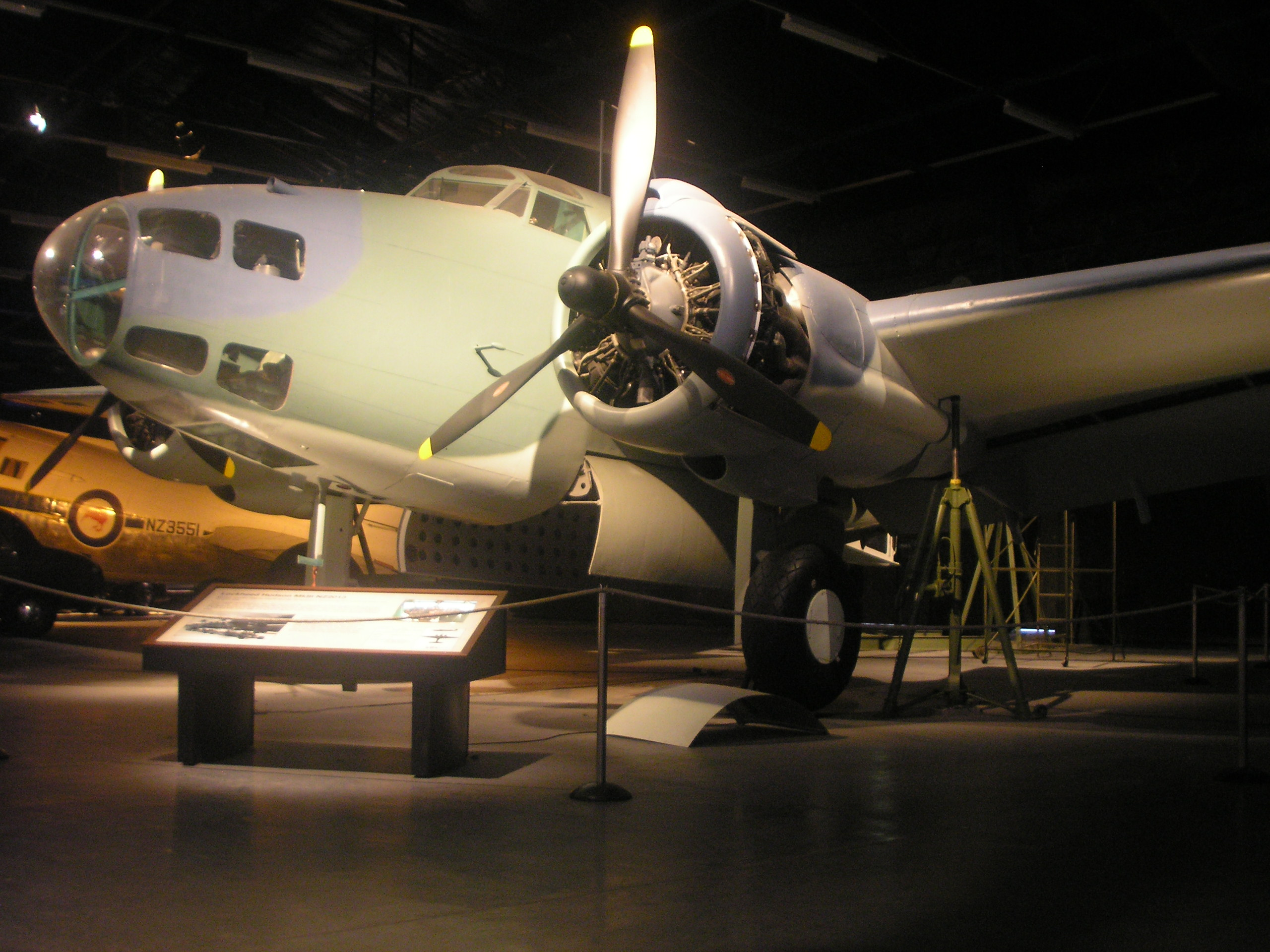
Hudson al RNZAF Museum

  - No. 139è Esquadró de la RAF (Jamaica)
  - 161è Esquadró de la RAF
  - 163è Esquadró de la RAF
  - 194è Esquadró de la RAF
  - 200è Esquadró de la RAF
  - 203è Esquadró de la RAF
  - 206è Esquadró de la RAF
  - 212è Esquadró de la RAF
  - 217è Esquadró de la RAF
  - 220è Esquadró de la RAF
  - 224è Esquadró de la RAF
  - 231è Esquadró de la RAF
  - 233è Esquadró de la RAF
  - 251è Esquadró de la RAF
  - 267è Esquadró de la RAF
  - 269è Esquadró de la RAF
  - 271è Esquadró de la RAF
  - 279è Esquadró de la RAF
  - 285è Esquadró de la RAF
  - 287è Esquadró de la RAF
  - 288è Esquadró de la RAF
  - 289è Esquadró de la RAF
  - 353è Esquadró de la RAF
  - 357è Esquadró de la RAF
  - 500è Esquadró RAuxAF (County of Kent)
  - 517è Esquadró de la RAF
  - 519è Esquadró de la RAF
  - 520è Esquadró de la RAF
  - 521è Esquadró de la RAF
  - 608è Esquadró RAuxAF (North Riding)
  - Vols de Comunicació a Iraq i Pèrsia[23]
- Fleet Air Arm de la Royal Navy
  - 4 avions de la Royal Air Force

 Estats Units
- Sperry Gyroscope
- Forces Aèries de l'Exèrcit dels Estats Units
- Marina dels Estats Units

## Especificacions (Hudson Mk I)

Esquema a 3 vistes del Lockheed Hudson

Dades de Lockheed Aircraft des del 1913
Característiques generals
- Tripulació: Cinc
- Longitud: 13,51 m
- Amplada: 19,96 m
- Alçada: 3,61 m
- Superfície de l'ala: 51,2 m²
- Pes en buit: 5.275 kg (11.630 lliures)
- Pes brut: 7.938 kg
- Planta motriu: 2 motors radials Wright GR-1820-G102A Cyclone de 9 cilindres, 1.100 CV (820 kW) cadascun

Rendiment
- Velocitat màxima: 396 km/h (214 kn) a 2.000 m (6.500 peus)
- Velocitat de creuer: 350 km/h (220 mph, 190 kn)
- Interval: 1.960 milles (3.150 km, 1.700 nmi)
- Sostre de servei: 7.600 m (25.000 peus)
- Velocitat d'ascens: 2.180 peus/min (11,1 m/s)

Armament
- Armes:
  - 2  metralladores Browning de 7,7 mm (.303 polzades) a la torreta dorsal
  - 2 metralladores Browning .303 al morro
- Bombes: 640 kg de bombes o càrregues de profunditat